# 埃内斯特·库尔托·德西塞
埃内斯特·路易·奥克塔夫·库尔托·德西塞（法語：Ernest Louis Octave Courtot de Cissey，法語發音：[ɛʁnɛst lwi ɔktav kuʁto də sisɛ]；法語：[ɛʁnɛst kuʁto də sise]，1810年9月12日—1882年6月15日），是法国军人、政治家。他出生于巴黎，毕业于圣西尔军校，他曾作为法国陆军上校参加了克里米亚战争，并在因克曼会战后晋升为将军。
1863年，他被拿破仑三世提升为上将。1870年，普法战争爆发时，德西塞被任命为莱茵军团的师级指挥官；他参与了巴赞军团在梅斯的投降。直到战争结束时，他才从囚禁中获释，回国后立即被凡尔赛的梯也尔政府任命为镇压巴黎公社暴动的军队指挥官。其后他于1871年至1873年担任朱尔·杜弗尔内阁的战争部长，并在1874年至1875年期间被保皇派总统麦克马洪任命为总理。